# Scleria tenella
Scleria tenella är en halvgräsart som beskrevs av Carl Sigismund Kunth. Scleria tenella ingår i släktet Scleria och familjen halvgräs. Inga underarter finns listade i Catalogue of Life.